# Bye Bye Baby (film)
 (décembre 2023).
Pour plus de détails, voir Fiche technique et Distribution.
Bye Bye Baby est un film italien réalisé par Enrico Oldoini, sorti en 1988.

## Fiche technique
- Titre : Bye Bye Baby
- Réalisation : Enrico Oldoini
- Assistant-réalisateur : Paolo Costella
- Scénario : Liliane Betti, Paolo Costella et Enrico Oldoini
- Photographie : Giuseppe Ruzzolini
- Montage : Raimondo Crociani
- Musique : Manuel De Sica
- Costumes : Luciano Spadoni
- Producteur : Pio Andretti et Adriano De Micheli
- Société de production : International Dean Film, Reteitalia
- Société de distribution : United International Pictures (UIP)
- Pays d'origine :  Italie
- Format : Couleurs - 1,85:1 - Mono
- Genre : Comédie romantique
- Durée : 85 minutes (1 h 25)
- Dates de sortie : 1988

## Distribution
- Carol Alt : Sandra
- Luca Barbareschi : Paolo
- Brigitte Nielsen : Lisa
- Jason Connery : Marcello
- Alba Parietti : Daria

## Récompenses et distinctions
- 1 nomination aux Razzie Awards en 1990 :
  - Pire actrice (Brigitte Nielsen)